# Neuradaceae
Neuradaceae es una familia de plantas fanerógamas perteneciente al orden Malvales.
Incluye 10 especies repartidas en tres géneros, nativas de la región mediterránea y de la India.  Son plantas hermafroditas  herbáceas caducifolias, de porte postrado y con densa pubescencia. Hojas simples y alternas. Flores solitarias. 